# انتخابات الرئاسة التشادية 2016
انتخابات الرئاسة التشادية 2016 هي الانتخابات الرئاسية التي جرت في 2016، في تشاد، لانتخاب رئيس تشاد، فاز بالانتخابات إدريس ديبي إتنو.